# Ryszard Górecki (naukowiec)

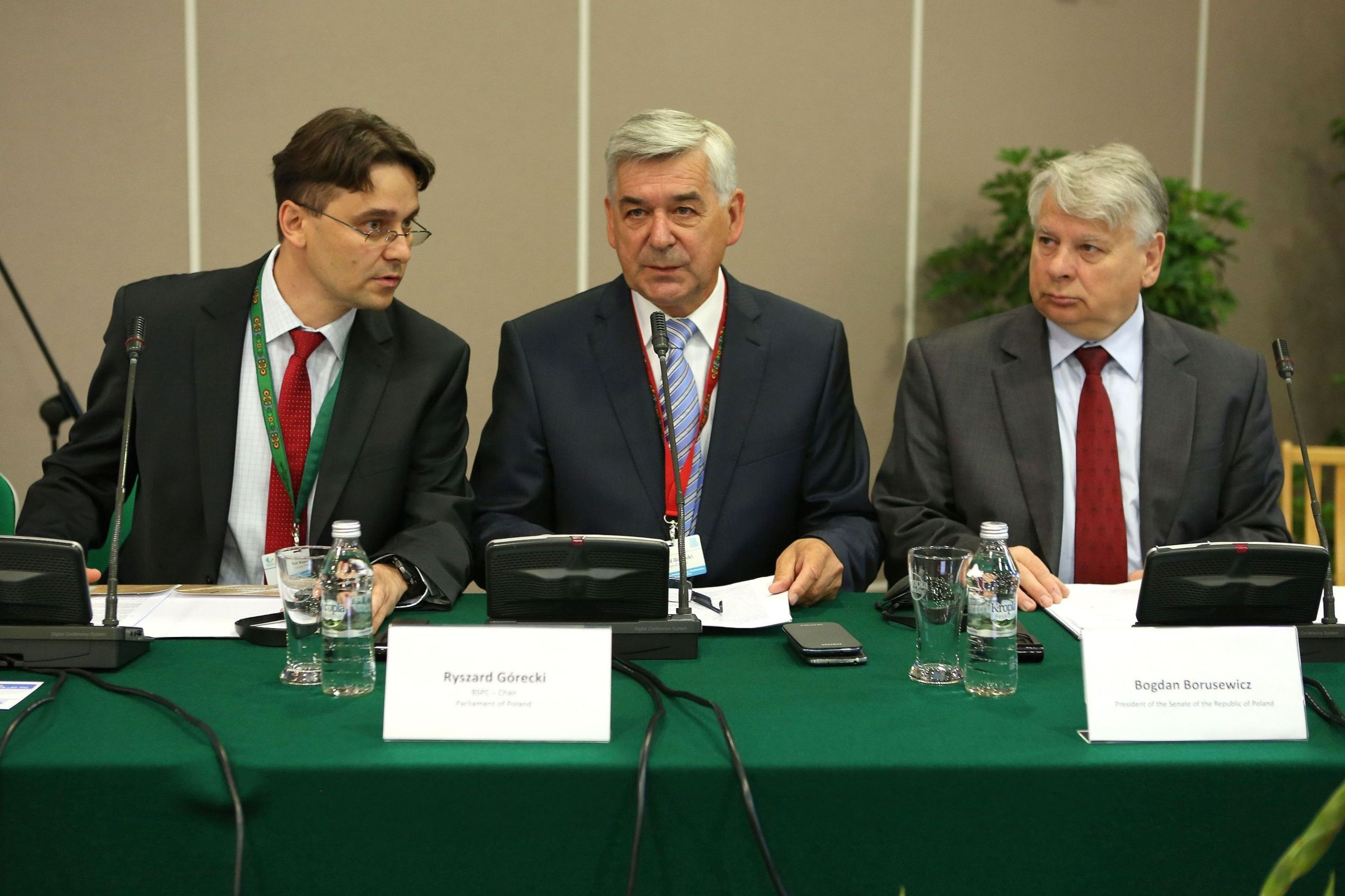
Ryszard Górecki (w środku) podczas 23. Konferencji Parlamentarnej Morza Bałtyckiego w Olsztynie (2014)

Ryszard Józef Górecki (ur. 15 lutego 1951 w Dulsku) – polski biotechnolog i nauczyciel akademicki, profesor nauk rolniczych, rektor Uniwersytetu Warmińsko-Mazurskiego, członek rzeczywisty i były wiceprezes Polskiej Akademii Nauk, senator VI, VII i VIII kadencji.

## Życiorys

### Wykształcenie i działalność naukowa
W 1975 ukończył studia na Akademii Rolniczo-Technicznej w Olsztynie, po czym został asystentem w Katedrze Fizjologii i Biochemii Roślin tej uczelni. W 1979 obronił doktorat i przeszedł na stanowisko adiunkta, w 1986 habilitował się. Od 1987 docent, w 1991 mianowany profesorem nadzwyczajnym i kierownikiem Katedry Fizjologii i Biochemii Roślin (później Katedry Fizjologii i Biotechnologii Roślin). W 1993 otrzymał tytuł naukowy profesora, objął stanowisko profesora zwyczajnego. Działał w kilku komisjach Senatu ART, w latach 1996–1999 pełnił funkcję prorektora uczelni ds. nauki. Od 1999 do 2008 był rektorem Uniwersytetu Warmińsko-Mazurskiego, pierwszym po powstaniu tej uczelni w wyniku połączenia ART, Wyższej Szkoły Pedagogicznej w Olsztynie oraz Warmińskiego Instytutu Teologicznego. W 2012 ponownie został wybrany na stanowisko rektora UWM. Reelekcję na kolejną czteroletnią kadencję uzyskał również w 2016, kończąc urzędowanie w 2020.
W pracy naukowej zajął się agrotechniką i biotechnologią roślin. Prowadził badania m.in. nad otrzymaniem transgenicznych roślin pomidora i tytoniu, wyjaśnieniem szlaku biosyntezy i fizjologicznej roli oligosacharydów rodziny rafinozy i galaktozylo-cyklitoli w nasionach roślin strączkowych. Ogłosił około 100 prac naukowych, jest współautorem kilku podręczników akademickich, m.in. Fizjologiczne podstawy odporności roślin na choroby (1999), Carbohydrates in Grain Legume Seeds (2000) i Fizjologia plonowania roślin (2002).
W 2005 został powołany na członka korespondenta Polskiej Akademii Nauk, a w 2019 został członkiem rzeczywistym tej instytucji. Był wiceprezesem PAN w latach 2011–2012, następnie został doradcą prezesa tej instytucji. Wszedł w skład Komitetu Fizjologii, Genetyki i Hodowli Roślin PAN. Należy ponadto do Polskiego Towarzystwa Botanicznego, Polskiego Towarzystwa Biologii Eksperymentalnej Roślin, Polskiego Towarzystwa Łubinowego (w latach 1995–1997 był jego prezesem), International Society for Seed Science, Olsztyńskiego Forum Naukowego oraz innych organizacji naukowych polskich i zagranicznych.

### Działalność społeczna i polityczna
Był prezesem klubu AZS UWM Olsztyn i przewodniczącym rady nadzorczej Piłka Siatkowa AZS UWM w Olsztynie.
W 2005 jako bezpartyjny kandydat z listy komitetu wyborczego Platformy Obywatelskiej został wybrany na senatora VI kadencji w okręgu olsztyńskim. W wyborach parlamentarnych w 2007 po raz drugi uzyskał mandat senatorski, otrzymując 148 465 głosów. Wstąpił w międzyczasie do PO i z jej ramienia w 2011 z powodzeniem ubiegał się o reelekcję, w nowym okręgu jednomandatowym dostał 84 271 głosów. W 2015 nie został wybrany na kolejną kadencję.

## Odznaczenia i wyróżnienia
- Krzyż Kawalerski Orderu Odrodzenia Polski (2000)[4][5]
- Złoty Krzyż Zasługi (1991)[5]
- Medal Komisji Edukacji Narodowej (1999)[5]
- Order Wschodzącego Słońca II klasy (2014)[6]
- Tytuł honorowego obywatela Olsztyna (za zasługi w powołaniu Uniwersytetu Warmińsko-Mazurskiego)
- Tytuł honorowego obywatela Braniewa
- Osobowość Roku Warmii i Mazur 1999